# آذری‌های روسیه
'آذربایجانی‌های روسیه (به ترکی آذربایجانی: Rusiya azərbaycanlıları) و (به روسی: Азербайджанцы в России) گروهی از مردمان آذربایجانی ساکن در فدراسیون روسیه که شامل دو دسته می‌شوند: دسته نخست جامعه‌ای بومی در جمهوری داغستان در حاشیه دریای خزر و گروه دیگر که جمعیت بیشتر و قابل توجهی از آذربایجانی‌ها را تشکیل می‌دهد، عموماً اهالی جمهوری سوسیالیستی آذربایجان شوروی و بعدتر جمهوری آذربایجان می‌باشند، که به نواحی مختلف روسیه به همراه سایر جمهوری‌های خودمختار این کشور، در گذر زمان مهاجرت کرده‌اند. یا از والدینی آذربایجانی تبار در روسیه زاده شده باشند. از مهم‌ترین چهره‌های ایرانیان آذربایجانی روسیه می‌توان از طالبوف تبریزی و میرزا کاظم بیگ نام برد.

## پیشینه
برای اولین بار مأموریت‌های دیپلماتیک و تجار آذربایجانی در دوران شروانی‌ها و امپراتوری صفوی به روسیه در قرن چهاردهم و پانزدهم آغاز گردید، و با فتح اراضی جغرافیای کنونی جمهوری آذربایجان، توسط امپراطوری روسیه، جمعیت آذربایجانی تا نیمه دوم قرن بیستم، تمایل زیادی جهت سکونت در روسیه و ترک سکونتگاه‌های خود داشتند. با این حال جوامع جدا شده آذری در روسیه را می‌توان در اواسط قرن نوزدهم ردیابی کرد. جمعیت مناطق سواحل دریای خزر در طول تاریخ روابط اقتصادی قوی با شهر آستاراخان در ساحل شمالی دریای خزر داشته‌اند. آذری‌ها به‌طور خاص زمانی که حدود یک هزار نفر در روسیه جمعیت داشتند در میان مردم محلی با عنوان ایرانیان یا تاتارهای شاماخی شناخته می‌شدند،  جمعیت آذری‌های شیعه در آستاراخان نسبت به دوران شوروی بیشتر شده و طبق آخرین سرشماری قومی سال ۲۰۱۰ با جمعیت ۵،۷۳۷ نفری معادل ۱٫۳۱٪ نفوس، چهارمین قومیت این منطقه به‌شمار می‌روند.
زندگی آذربایجانی‌ها در اطراف مسجد کیریوشی  در سال ۱۹۰۹ متمرکز بود؛ که در سال ۱۹۳۲ بسته شد. البته به تازگی مسجدی شیعی در آستاراخان واقع در خیابان باکو و به نام مسجد باکو بنیان‌گذاری شده‌است.
اولین بار تاجری به نام شمسی اسدالله‌یف در سال ۱۹۰۳ در مسکو استقرار یافت، که در زمینه تجارت و صنعت نفت فعالیت داشت، که در سال ۱۹۱۳ در مسکو درگذشت، وی هزینه‌های ساخت مدارسی برای دختران و پسران و مرکز جامعه مسلمانان در مسکو را متقبل شد. ساختمان چهار طبقه‌ای که بعد از مرگ وی به عنوان کاخ اسدالله یف شناخته می‌شود، در حال حاضر در اداره سازمان خودمختار ملی – فرهنگی تاتارهای مسکو می‌باشد.
به همین ترتیب تمام مسلمانان قفقاز و آسیای مرکزی، از جمله آذری‌ها از خدمت سربازی در ارتش امپراتوری روسیه معاف بودند، اما پرداخت مالیات ویژه‌ای نیاز بود. در صورت نیاز و مایل بودن می‌توانستن در ارتش خدمت کنند. یعنی محدودیتی برای سربازی و افسر شدن مسلمانان امپراطوری روسیه نبود، ولی محمدحسن آقا جوانشیر پدر جعفرقلی آقا جوانشیر از نخستین ژنرال‌های امپراطوری روسیه با منشاء آذربایجانی بود.
بعدتر افسران آذری در نبردهای بزرگی فرماندهی ارتش امپراطوری روسیه را بر عهده داشتند که به برخی از آنان از قبیل دوره اول جنگ‌های ایران و روسیه، دوره دوم جنگ‌های ایران و روسیه، جنگ روسیه و عثمانی (۱۸۲۹-۱۸۲۸)  و جنگ روسیه و عثمانی (۱۸۷۷-۱۸۷۸) و بعدتر به انقلاب ۱۸۴۸ مجارستان، نبرد کریمه، جنگ قفقاز و فتح آسیای مرکزی اشاره کرد.
آذربایجانی‌ها در سال ۱۹۰۵ میلادی اولین حزب اسلم گرای روسیه را با نام حزب اتفاق‌المسلمین در نیژنی نووگورود تأسیس کردند، حزبی که رهبر آن یک آذری به نام علیمردان توپچوباشوف شد و در سال ۱۹۰۸ به رسمیت شناخته و ثبت گردید. که شش آذری در انتخابات مجس دومای روسیه در سال ۱۹۰۶ به مجلس قانون گذاران روسیه راه یافتند.
پیشبنه مهاجرت زیادی از آذربایجانی‌ها به فدراسیون روسیه به اواخر قرن ۱۹اُم (به استثناء داغستان) برمی‌گردد، اما مهاجرت آنان پس از جنگ جهانی دوم شدت گرفت، طوری که با فروپاشی اتحاد جماهیر شوروی سوسیالیستی روز به روز بر تعداد مهاجرت‌کنندگان آذربایجانی افزوده می‌شود. تعداد فراوانی از مهاجرت‌های اخیر را کارگران و افراد جویای کار اهل جمهوری آذربایجان تشکیل می‌دهند. در  بین مهاجرین، جوامعی از آوارگان جنگی قره باغ، آذربایجانی‌های گرجستان بعد از استقلال گرجستان و آذربایجانی‌های ارمنستان نیز بعد از استقلال این کشور به دلیل اخراج از ارمنستان به روسیه مهاجرت کرده‌اند، به طوری که بازمانده آوارگان جنگ قره باغ و آذری‌های ارمنستان باعث شده‌است امروزه بیش از ۷۰۰،۰۰۰ آواره جنگی تا دو میلیون نفر آذری جویای کار از کشور جمهوری آذربایجان که به صورت غیرقانونی و فصلی در روسیه سکونت دارند، برآورد شود. علاوه بر جمعیت بیش از دو میلیونی آوارگان جنگی، مهاجرین فصلی و غیر قانونی، جمعیت قانونی تبعه و شهروند روسیه که بر اساس سرشماری دولتی فدراسیون روسیه در سال ۲۰۱۰،  بر پایه قومیت آذربایجانی و زبان ترکی آذربایجانی صورت پذیرفت ۶۰۳٬۰۷۰ نفر عنوان شد.

## روسیه
مناطق جغرافیایی سکونتگاه قومیت آذربایجانی بر پایه تبعه و شهروندی فدراسیون روسیه به نسبت کل جمعیت منطقه در سال ۲۰۰۲ و در ۲۰۱۰ به شرح ذیل می‌باشد:
| منطقه                | جمعیت کل، ۲۰۰۲ | قومیت آذربایجانی، ۲۰۰۲ | جمعیت کل، ۲۰۱۰ | قومیت آذربایجانی، ۲۰۱۰ |
| -------------------- | -------------- | ---------------------- | -------------- | ---------------------- |
| داغستان              | ۲۵۷۶۵۳۱        | ۱۱۱۶۵۶                 | ۲۹۱۰۲۴۹        | ۱۳۰۹۱۹                 |
| مسکو                 | ۱۰۳۸۲۷۵۴       | ۹۵۵۶۳                  | ۱۱۵۰۳۵۰۱       | ۵۷۱۲۳                  |
| استان تیومن          | ۳۲۶۴۸۴۱        | ۴۲۳۵۹                  | ۳۳۹۵۷۵۵        | ۴۳۶۱۰                  |
| خانتی-مانسی          | ۱۴۳۲۸۱۷        | ۲۵۰۸۸                  | ۱۵۳۲۲۴۳        | ۲۶۰۳۷                  |
| استان مسکو           | ۶۶۱۸۵۳۸        | ۱۴۶۵۱                  | ۷۰۹۵۱۲۰        | ۱۹۰۶۱                  |
| استان روستوف         | ۴۴۰۴۰۱۳        | ۱۶۴۹۸                  | ۴۲۷۷۹۷۶        | ۱۷۹۶۱                  |
| سرزمین استاوروپول    | ۲۷۳۵۱۳۹        | ۱۵۰۶۹                  | ۲۷۸۶۲۸۱        | ۱۷۸۰۰                  |
| سن پترزبورگ          | ۴۶۶۱۲۱۹        | ۱۶۶۱۳                  | ۴۸۷۹۵۶۶        | ۱۷۷۱۷                  |
| سرزمین کراسنویارسک   | ۲۹۶۶۰۴۲        | ۱۹۴۴۷                  | ۲۸۲۸۱۸۷        | ۱۶۳۴۱                  |
| استان ساراتوف        | ۲۶۶۸۳۱۰        | ۱۶۴۱۷                  | ۲۵۲۱۸۹۲        | ۱۴۸۶۸                  |
| استان ولگوگراد       | ۲۶۹۹۲۲۳        | ۱۴۲۵۷                  | ۲۶۱۰۱۶۱        | ۱۴۳۹۸                  |
| استان سوردلوفسک      | ۴۴۸۶۲۱۴        | ۱۵۱۷۱                  | ۴۲۹۷۷۴۷        | ۱۴۲۱۵                  |
| استان سامارا         | ۳۲۳۹۷۳۷        | ۱۵۰۴۶                  | ۳۲۱۵۵۳۲        | ۱۴۰۹۳                  |
| سرزمین کراسنودار     | ۵۱۲۵۲۲۱        | ۱۱۹۴۴                  | ۵۲۲۶۶۴۷        | ۱۰۱۶۵                  |
| تاتارستان            | ۳۷۷۹۲۶۵        | ۹۹۸۷                   | ۳۷۸۶۴۸۸        | ۹۵۲۷                   |
| یامالو-ننتس          | ۵۰۷۰۰۶         | ۸۳۵۳                   | ۵۲۲۹۰۴         | ۹۲۹۱                   |
| استان نیژنی نووگورود | ۳۵۲۴۰۲۸        | ۸۳۰۹                   | ۳ ۳۱۰۵۹۷       | ۸۴۹۴                   |
| استان نووسیبیرسک     | ۲۶۹۲۲۵۱        | ۷۳۶۶                   | ۲۶۶۵۹۱۱        | ۸۰۰۸                   |
| استان آستراخان       | ۱۰۰۵۲۷۶        | ۸۲۱۵                   | ۱۰۱۰۰۷۳        | ۷۸۲۸                   |
| استان ارنبورگ        | ۲۱۷۹۵۵۱        | ۷۸۰۲                   | ۲۰۳۳۰۷۲        | ۷۴۲۱                   |
| استان چلیابینسک      | ۳۶۰۳۳۳۹        | ۷۳۷۹                   | ۳۴۷۶۲۱۷        | ۷۲۱۳                   |
| استان کمروو          | ۲۸۹۹۱۴۲        | ۷۲۵۰                   | ۲۷۶۳۱۳۵        | ۶۰۵۷                   |
| استان تولا           | ۱۶۷۵۷۵۸        | ۴۴۹۱                   | ۱۵۵۳۹۲۵        | ۵۶۲۹                   |
| سرزمین پرم           | ۲۸۱۹۴۲۱        | ۵۸۱۴                   | ۲۶۳۵۲۷۶        | ۵۶۲۶                   |
| استان تور            | ۱۴۷۱۴۵۹        | ۴۶۰۷                   | ۱۳۵۳۳۹۲        | ۵۳۸۴                   |
| استان ایرکوتسک       | ۲۵۸۱۷۰۵        | ۶۱۲۵                   | ۲۴۲۸۷۵۰        | ۵۳۸۴                   |
| استان یاروسلاول      | ۱۳۶۷۳۹۸        | ۵۶۶۷                   | ۱۲۷۲۴۶۸        | ۵۳۲۷                   |
| استان ورونژ          | ۲۳۷۸۸۰۳        | ۴۱۷۷                   | ۲۳۳۵۳۸۰        | ۵۰۸۵                   |
| سرزمین آلتایی        | ۲۶۰۷۴۲۶        | ۵۸۵۲                   | ۲۴۱۹۷۵۵        | ۴۹۵۱                   |
| کومی                 | ۱۰۱۸۶۷۴        | ۶۰۶۶                   | ۹۰۱۱۸۹         | ۴۸۵۸                   |
| استان اولیانوفسک     | ۱۳۸۲۸۱۱        | ۵۰۰۶                   | ۱۲۹۲۷۹۹        | ۴۶۴۹                   |
| استان بلگورود        | ۱۵۱۱۶۲۰        | ۴۵۳۱                   | ۱۵۳۲۵۲۶        | ۴۶۲۱                   |
| استان لنینگراد       | ۱۶۶۹۲۰۵        | ۳۸۵۵                   | ۱۷۱۶۸۶۸        | ۴۵۷۴                   |
| استان اومسک          | ۲۰۷۹۲۲۰        | ۴۲۶۰                   | ۱۹۷۷۶۶۵        | ۴۲۳۰                   |
| استان تومسک          | ۱۰۴۶۰۳۹        | ۴۳۵۴                   | ۱۰۴۷۳۹۴        | ۴۱۷۸                   |
| سرزمین پریمورسکی     | ۲۰۷۱۲۱۰        | ۴۴۱۱                   | ۱۹۵۶۴۹۷        | ۳۹۳۷                   |
| استان لیپتسک         | ۱۲۱۳۴۹۹        | ۳۳۷۵                   | ۱۱۷۳۵۱۳        | ۳۸۹۷                   |
| استان مورمانسک       | ۸۹۲۵۳۴         | ۴۶۱۴                   | ۷۹۵۴۰۹         | ۳۸۴۱                   |
| استان ریازان         | ۱۲۲۷۹۱۰        | ۲۹۳۹                   | ۱۱۵۴۱۱۴        | ۳۶۵۲                   |
| سرزمین خاباروفسک     | ۱۴۳۶۵۷۰        | ۴۴۶۳                   | ۱۳۴۳۸۶۹        | ۳۶۱۸                   |
| استان ایوانوف        | ۱۱۴۸۳۲۹        | ۳۱۶۶                   | ۱۰۶۱۶۵۱        | ۳۵۴۵                   |
| استان کالوگا         | ۱۰۴۱۶۴۱        | ۳۰۰۷                   | ۱۰۱۰۹۳۰        | ۳۴۹۸                   |
| استان کالینینگراد    | ۹۵۵۲۸۱         | ۲۹۵۹                   | ۹۴۱۸۷۳         | ۳۲۸۲                   |
| استان ولادیمیر       | ۱۵۲۳۹۹۰        | ۳۰۹۰                   | ۱۴۴۳۶۹۳        | ۳۰۹۹                   |
| استان آمور           | ۹۰۲۸۴۴         | ۳۲۱۳                   | ۸۳۰۱۰۳         | ۲۷۹۶                   |
| استان اسمولنسک       | ۱۰۴۹۵۷۴        | ۲۴۱۶                   | ۹۸۵۵۳۷         | ۲۷۰۵                   |
| استان آرخانگلسک      | ۱۳۳۶۵۳۹        | ۳۰۳۴                   | ۱۲۲۷۶۲۶        | ۲۶۰۵                   |
| استان ولوگدا         | ۱۲۶۹۵۶۸        | ۲۶۶۵                   | ۱۲۰۲۴۴۴        | ۲۵۹۶                   |
| استان بریانسک        | ۱۳۷۸۹۴۱        | ۲۳۷۶                   | ۱۲۷۸۲۱۷        | ۲۵۷۴                   |
| استان کیروف          | ۱۵۰۳۵۲۹        | ۲۵۰۳                   | ۱۳۴۱۳۱۲        | ۲۲۱۵                   |
| استان اریول          | ۸۶۰۲۶۲         | ۲۱۲۵                   | ۷۸۶۹۳۵         | ۲۱۸۲                   |
| کاباردینو-بالکاریا   | ۹۰۱۴۹۴         | ۲۲۸۱                   | ۸۵۹۹۳۹         | ۲۰۶۳                   |
| سرزمین زابایکالسکی   | ۱۱۵۵۳۴۶        | ۲۱۲۹                   | ۱۱۰۷۱۰۷        | ۲۰۴۵                   |
| استان تامبوف         | ۱۱۷۸۴۴۳        | ۲۳۰۷                   | ۱۰۹۱۹۹۴        | ۱۹۰۳                   |
| استان کورگان         | ۱۰۱۹۵۳۲        | ۱۷۲۳                   | ۹۱۰۸۰۷         | ۱۷۸۱                   |
| استان پنزا           | ۱۴۵۲۹۴۱        | ۱۶۷۹                   | ۱ ۳۸۶۱۸۶       | ۱۷۶۰                   |
| استان کورسک          | ۱۲۳۵۰۹۱        | ۱۹۳۳                   | ۱۱۲۷۰۸۱        | ۱۷۳۶                   |
| استان کوستروما       | ۷۳۶۶۴۱         | ۱۴۳۸                   | ۶۶۷۵۶۲         | ۱۲۹۱                   |
| سرزمین کامچاتکا      | ۳۸۳۹۵۸         | ۱۳۴۹                   | ۳۲۲۰۷۹         | ۱۲۷۰                   |
| استان نووگورود       | ۶۹۴۳۵۵         | ۱۵۷۴                   | ۶۳۴۱۱۱         | ۱۴۹۷                   |
| استان ماگادان        | ۱۸۲۷۲۶         | ۵۶۳                    | ۱۵۶۹۹۶         | ۵۷۲                    |
| استان ساخالین        | ۵۴۶۶۹۵         | ۱۱۳۸                   | ۴۹۷۹۷۳         | ۱۱۵۵                   |
| استان پسکوف          | ۷۶۰۸۱۰         | ۱۳۱۹                   | ۶۷۳۴۲۳         | ۱۲۷۲                   |
| باشقیرستان           | ۴۱۰۴۳۳۶        | ۵۰۲۶                   | ۴۰۷۲۲۹۲        | ۵۷۳۷                   |
| چواشستان             | ۱۳۱۳۷۵۴        | ۸۵۷                    | ۱۲۵۱۶۱۹        | ۸۹۱                    |
| ماری ال              | ۷۲۷۹۷۹         | ۱۱۵۷                   | ۶۹۶۴۵۹         | ۸۴۴                    |
| موردوویا             | ۸۸۸۷۶۶         | ۶۷۲                    | ۸۳۴۷۵۵         | ۷۰۷                    |
| اودمورتیا            | ۱۵۷۰۳۱۶        | ۳۹۰۸                   | ۱۵۲۱۴۲۰        | ۳۸۹۵                   |
| یاقوتستان            | ۹۴۹۲۸۰         | ۲۲۹۳                   | ۹۵۸۵۲۸         | ۲۰۴۰                   |
| قره‌چای و چرکس        | ۴۳۹۴۷۰         | ۱۰۲۴                   | ۴۷۷۸۵۹         | ۹۷۶                    |
| جمهوری آلتایی        | ۲۰۲۹۴۷         | ۲۶۶                    | ۲۰۶۱۶۸         | ۳۰۷                    |
| تووا                 | ۳۰۵۵۱۰         | ۳۰۴                    | ۳۰۷۹۳۰         | ۱۵۹                    |
| خاکاسیا              | ۵۴۶۰۷۲         | ۱۶۷۲                   | ۵۳۲۴۰۳         | ۱۴۹۴                   |
| بوریاتیا             | ۹۸۱۲۳۸         | ۱۶۷۴                   | ۹۷۲۰۲۱         | ۱۶۰۸                   |
| اوستیای شمالی-آلانیا | ۷۱۰۲۷۵         | ۲۴۲۹                   | ۷۱۲۹۸۰         | ۲۸۵۷                   |
| آدیغیه               | ۴۴۷۱۰۹         | ۱۳۹۹                   | ۴۳۹۹۹۶         | ۱۷۵۸                   |
| قالموقستان           | ۲۹۲۴۱۰         | ۸۰۰                    | ۲۸۹۴۸۱         | ۷۶۱                    |
| اینگوشتیا            | ۴۶۷۲۹۴         | ۱۲۳                    | ۴۱۲۵۲۹         | ۸۳                     |
| چچن                  | ۱۱۰۳۶۸۶        | ۲۲۶                    | ۱۲۶۸۹۸۹        | ۶۹۶                    |
| جمهوری کارلیا        | ۷۱۶۲۸۱         | ۱۷۵۳                   | ۶۴۳۵۴۸         | ۱۷۹۳                   |
| ننتسیا               | ۴۱۵۴۶          | ۶۹                     | ۴۲۰۹۰          | ۱۵۷                    |
| چوکوتکا              | ۵۳۸۲۴          | ۱۰۸                    | ۵۰۵۲۶          | ۱۰۷                    |
| استان خودگردان یهودی | ۱۹۰۹۱۵         | ۵۹۴                    | ۱۷۶۵۵۸         | ۶۵۵                    |

### داغستان

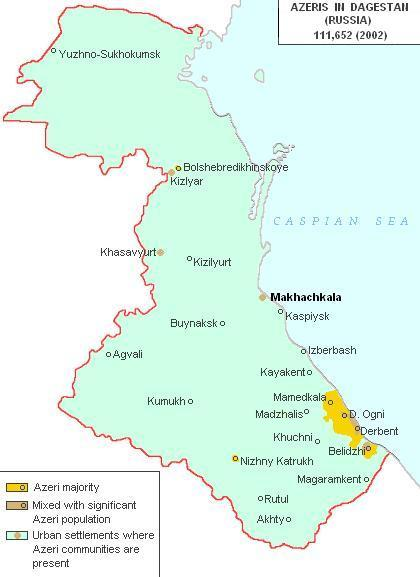
جمعیت بومیان آذربایجانی اهل داغستان با رنگ زرد مشخص شده‌است.

داغستان منطقه بومی‌نشین آذربایجانی‌ها بر پایه سرشماری سال ۲۰۱۰ میلادی ۱۳۰٬۹۱۹ نفر آذربایجانی داشته‌است. با این حساب، ششمین قومیت این جمهوری و ۴/۵٪ از کل جمعیت جمهوری داغستان، آذربایجانی است. در بیش از ۲۰ شهر و روستا آذری‌ها سکونت دارند، که بیشترین و مهم‌ترین تجمعشان در  دربند  است، که  ۱/۳ جمعیت شهر را شامل می‌شوند. و در سایر شهرهای داغستان نظیر مخاچ‌قلعه، خاسافیورت، بویناکسک و کیزلیار اقلیتی کوچک ساکن هستند. و چهار نفر از مردمان آذربایجانی در شورای دولتی - ایالتی داغستان حضور دارند.

### سن پترزبورگ
آذربایجانی‌ها در سن پترزبورگ یکی از بزرگترین جوامع قومی در شهر هستند، تعدادشان در حدود ۲۸۰ هزار نفر ولی افراد تبعه و قانونی آذربایجانی تبار این شهر ۱۷،۷۱۷ نفر است. که تعداد قابل توجهی از آنان در طول جنگ در قره باغ کوهستانی به این شهر مهاجرت کرده‌اند، در سال ۱۹۹۹ در سن پترزبورگ، استقلال ملی-فرهنگی آذربایجانی و در سال ۲۰۰۲، اتحادیه جوانان آذربایجانی سن پترزبورگ را ایجاد کردند،. حتی جمهوری آذربایجان نیز، در این شهر دارای کنسولگری می‌باشد.
اشتغال سنتی آذربایجانی‌ها در سن پترزبورگ در تجارت میوه و گیاهان است. همچنین، برخی از آذری‌ها سهم عمده‌ای در کسب و کار داروسازی این شهر را ایفاء می‌کنند. آذربایجانی‌ها در سن پترزبورگ یک شنبه‌ها (روز تعطیل) می‌توانند زبان و ادبیات آذربایجانی را بیاموزند و روزنامه‌ای به زبان ترکی آذربایجانی به نام "روزنامه آذری" از سال ۱۹۹۹ با ۵،۰۰۰ نسخه در روز منتشر می‌شود، در جشن‌ها، سالگردهای آزار آذربایجانی‌ها نظیر ژانویه سیاه، اعیاد ملی و مشترک آذربایجانی‌ها نظیر نوروز، مراسم ازدواج دارای گروه رقصی منظم به نام "پاراچنار" می‌باشند. در روزهای ولادت و شهادت اهل بیت نیز مراسمی از سوی آذربایجانی شیعه این شهر برگزار می‌شود. با این حال زندگی مهاجرین آذربایجانی به دلیل اختلافات ملی با ارمنی‌های مهاجر در روسیه و نیز داغستان حالت پیچیده‌ای دارد.
در ۱۴ ژوئن سال ۲۰۰۵ میلادی، در خیابان گوروخوایای شهر سن پترزبورگ، بنای یادبود به افتخار حیدر علی اف افتتاح شد. وی مابین سال‌های ۱۹۴۵-۵۰ در مدرسه عالی وزارت امور خارجه اتحاد جماهیر شوروی سابق تحصیل کرده بود.
تغییرات جمعیتی مردمان آذربایجانی که تبعه قانونی فدراسیون روسیه مقیم سن پترزبورگ می‌باشند، به شرح ذیل می‌باشد
| ۱۹۲۶ | ۱۹۳۹ | ۱۹۵۹ | ۱۹۷۰  | ۱۹۷۹  | ۱۹۸۹   | ۲۰۰۲   |
| ---- | ---- | ---- | ----- | ----- | ------ | ------ |
| ۹۷   | ۳۸۵  | ۸۵۵  | ۱،۵۷۶ | ۳،۱۷۱ | ۱۱،۸۰۴ | ۱۶،۶۱۳ |

## جمعیت

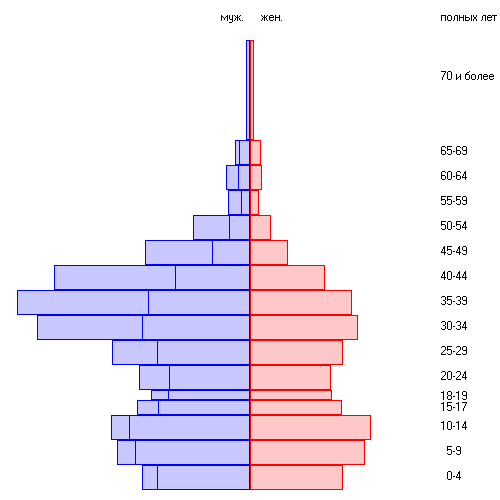
جنسیت و ساختار سنی شهروندان آذربایجانی تبعه فدراسیون روسیه که جمعیت غالب را مردان به خصوص در سنین کار نشان می‌دهد.

با توجه به سرشماری سال ۲۰۰۲ میلادی، جمعیت آذری‌های شهروند روسیه در تمامی مناطق فدراسیون روسیه شامل روسیه و جمهوری‌های روسیه، ۶۲۱،۸۴۰ نفر و در سال ۲۰۱۰ میلادی ۶۰۳٬۰۷۰  نفر (۰٫۴۴٪ از کل جمعیت فدراسیون روسیه) شمارش شده‌بود، که حدود ۱۰۰،۰۰۰ نفر از آنان در مسکو سکونت دارند. در صورتی جمعیت کل آذری‌های مجاز و غبر مجاز فصلی، کارگری، دانشجویی و... که از کشورهای مختلف به روسیه مهاجرت کرده‌اند، بیش از ۳،۰۰۰،۰۰۰ نفر برآورد می‌شود.  و اکثریت‌شان از مناطق روستایی قفقاز و از کشورهایی نظیر جمهوری آذربایجان، ارمنستان و گرجستان بعد از سال ۱۹۹۱ میلادی به فدراسیون روسیه مهاجرت کرده‌اند.
سخنی از ولادیمیر پوتین در مورد پراکنش آذربایجانی‌های روسیه در سفر خود به جمهوری آذربایجان در سال ۲۰۰۱
| « | روسیه دارای جمعیت ۲،۷۰۰،۰۰۰ نفری از مردمان آذربایجانی می‌باشد که در حدود ۶۶۰،۰۰۰ نفر از آنان دارای تابعیت و شهروندی روسیه می‌باشند و بقیه نیز از مهاجرین به روسیه هستند | » |

تغییرات جمعیتی آذربایجانی‌های شهروند روسیه طی چند دهه اخیر
| ۱۹۲۶   | ۱۹۳۹   | ۱۹۵۹  | ۱۹۷۰   | ۱۹۷۹    | ۱۹۸۹   | ۲۰۰۲   | ۲۰۱۰    |
| ------ | ------ | ----- | ------ | ------- | ------ | ------ | ------- |
| ۹۸۷ ۲۷ | ۱۲۳ ۴۳ | ۷۰۹۴۷ | ۶۸۹ ۹۵ | ۴۲۱ ۱۵۲ | ۳۳۵۸۸۹ | ۶۲۱۸۴۰ | ۶۰۳٬۰۷۰ |

| سال  | جمعیت قومیت آذربایجانی روسیه | % درصد قومیت آذربایجانی روسیه |
| ---- | ---------------------------- | ----------------------------- |
| ۱۹۲۶ | ۲۷،۹۸۷                       | ۰٫۰۳                          |
| ۱۹۳۹ | ۴۳٬۱۲۳                       | ۰٫۰۴                          |
| ۱۹۵۹ | ۷۰٬۹۶۴                       | ۰٫۰۶                          |
| ۱۹۷۰ | ۹۵٬۶۸۹                       | ۰٫۰۷                          |
| ۱۹۷۹ | ۱۵۲٬۴۲۱                      | ۰٫۱۱                          |
| ۱۹۸۹ | ۳۳۵٬۸۸۹                      | ۰٫۲۳                          |
| ۲۰۰۲ | ۶۲۱،۸۴۰                      | ۰٫۴۳                          |
| ۲۰۱۰ | ۶۰۳٬۰۷۰                      | ۰٫۴۴                          |

## فرهنگ و زبان
در جمهوری داغستان، زبان ترکی آذربایجانی یکی از زبان‌های رسمی مصوب قانون مجلس روسیه در این منطقه می‌باشد، روزنامه‌ها و مجلات بسیاری در داغستان به زبان ترکی آذربایجانی منتشر می‌شود. در ۷۲ مدرسه دولتی جمهوری داغستان ترکی آذربایجانی به عنوان زبان دوم، در کنار زبان روسی، به  آذربایجانی‌های داغستان آموزش داده می‌شود. و از سال ۱۹۰۴ میلادی تئاتر فولکوریک آذربایجانی در دربند بنیان‌گذاری شده‌است. از نظر تاریخی آذربایجانی‌های داغستان به قالی‌بافی نیز مشغول هستند، تولید و ساخت جواهرات و ظروف مسی نیز در بین‌شان رواج دارد. روستانشینان آذربایجانی داغستان اغلب به شغل کشاورزی مشغول هستند.
در دهه‌های گذشته، آذربایجانی‌ها نقش قابل توجهی در توسعه اقتصاد روسیه داشته‌اند. که بسیاری از آن‌ها کارآفرین بوده و در مناطق عمده اقتصادی، مانند تجارت و صنعت نفت به کار مشغول هستند. در میان ۱۰۰ ثروتمند اهل روسیه که توسط مجله فوربز در سال ۲۰۰۴ اعلام شد، ۳ آذربایجانی در رتبه بندی ۱۰، ۶۶ و ۷۴ قرار داشتند. جوامع متعدد فرهنگی، کنگره آذربایجانی‌های روسیه برای کنترل جامعه کوچک آذربایجانی‌های روسیه تشکیل شده‌است. در مسکو نیز دانش‌آموزان در ۱۵۷ مدرسه زبان و فرهنگ آذربایجانی را می‌آموزند. آذربایجانی‌ها  در حدود ۱٪ از جمعیت شهر مسکو را تشکیل می‌دهند. آنان به عنوان قوی‌ترین نگهدارنده سنت، فرهنگ و ازدواج درون جامعه قومی در مقایسه با ارامنه، گرجی‌ها، اوکراینی‌ها، و تاتارها اعلام شده‌است. که حداکثر توانایی و ایستادگی خود را در مقابل ادغام در جامعه مردم روس انجام می‌دهند، با توجه به یک نظرسنجی که در سال ۲۰۰۶، ۷۱٪ از آذری‌های مسکو خود را به عنوان شخصی پایند به مذهب توصیف کرده‌اند. و بسیاری از آنان نیز شهروندی جمهوری آذربایجان را دارند.

## دین و مذهب
اکثریت آذربایجانی‌های روسیه را شیعیان تشکیل می‌دهند ولی اقلیت‌های حنفی، شافعی، تصوف و نقشبندیه نیز در بین‌شان یافت می‌شود.

## سرشناسان

### دانشمندان و روشنفکران
| ردیف | نام              | تصویر | توضیحات                            | منبع          |
| ---- | ---------------- | ----- | ---------------------------------- | ------------- |
| ۱    | میرزا کاظم بیگ   |       | خاورشناس و دانشمند                 | [ ۵۷ ]        |
| ۲    | کریم کریموف      |       | دانشمند مهندسی هوافضا              |               |
| ۳    | عبدالرحیم طالبوف |       | از روشنفکران مشروطیت               | [ ۵۸ ] [ ۵۹ ] |
| ۴    | فرمان سلمانوف    |       | زمین‌شناس و کاشف نفت و گاز در سیبری | [ ۶۰ ]        |

### هنرمندان
| ردیف | نام              | تصویر | توضیحات                     | منبع          |
| ---- | ---------------- | ----- | --------------------------- | ------------- |
| ۱    | رستم ابراهیم‌بیگف |       | کارگردان، فیلمنامه‌نویس و... |               |
| ۲    | مسلم ماقمایف     |       | خواننده اپرا و پاپ          |               |
| ۳    | تیمور رودریگوئز  |       | موسیقی دان و خواننده        | [ ۶۱ ] [ ۶۲ ] |
| ۴    | امین آقالاروف    |       | خواننده                     | [ ۶۳ ]        |
| ۵    | طاهر سالاخوف     |       | نقاش                        |               |

### کارآفرینان و تجار
| ردیف | نام            | تصویر | توضیحات                  | منبع   |
| ---- | -------------- | ----- | ------------------------ | ------ |
| ۱    | واحد علی‌اکبروف |       | کارآفرین، تاجر و ثروتمند |        |
| ۲    | ارس آقالاروف   |       | کارآفرین، تاجر و ثروتمند | [ ۶۴ ] |
| ۳    | فرهاد احمدوف   |       | کارآفرین، تاجر و ثروتمند | [ ۶۵ ] |

### سیاست مداران و امور اجرایی
| ردیف | نام         | تصویر | توضیحات                           | منبع   |
| ---- | ----------- | ----- | --------------------------------- | ------ |
| ۱    | حیدر جمال   |       | رئیس کمیته اسلامی فدراسیون روسیه  | [ ۶۶ ] |
| ۲    | ثابت اروجوف |       | وزیر و معاون وزیر نفت و گاز شوروی |        |

### نظامیان
| ردیف | نام              | تصویر | توضیحات | منبع |
| ---- | ---------------- | ----- | ------- | ---- |
| ۱    | حسین خان نخجوانی |       | ژنرال   |      |

### ورزشکاران
| ردیف | نام            | تصویر | توضیحات                                                            | منبع          |
| ---- | -------------- | ----- | ------------------------------------------------------------------ | ------------- |
| ۱    | رامیز محمدوف   |       | بازیکن اسبق تیم ملی فوتبال روسیه و باشگاه فوتبال اسپارتاک مسکو     | [ ۶۷ ]        |
| ۲    | الکساندر صمدوف |       | بازیکن تیم ملی فوتبال روسیه و باشگاه فوتبال لوکوموتیو مسکو         | [ ۶۸ ] [ ۶۹ ] |
| ۳    | امین محمدوف    |       | بازیکن فوتبال تیم ملی جوانان روسیه و باشگاه فوتبال اسپارتاک مسکو   |               |
| ۴    | امین غربیوف    |       | ژیمناستیک‌کار اهل روسیه و قهرمان اروپا                              | [ ۷۰ ] [ ۷۱ ] |
| ۵    | تامیلا عباسووا |       | ورزشکار اهل روسیه و نائب‌قهرمان المپیک آتن در رشته دوچرخه‌سواری پیست | [ ۷۲ ]        |

## توضیحات
1. ↑  شهروند و تبعه قانونی فدراسیون روسیه
2. ↑  Azerbaijanis in Russia
3. ↑  Persians
4. ↑  Shamakhy Tatars
5. ↑  Kriushi Mosque
6. ↑  در سال ۲۰۰۰ میلادی با فرمان ریاست جمهوری روسیه، آذربایجانی‌ها به همراه ۱۳ گروه قومی دیگر جمهوری داغستان به وضعیت جامعه بومی فدراسیون روسیه ارتقاء یافتند.